# Нордхорн
Нордхорн (њем. Nordhorn) град је у њемачкој савезној држави Доња Саксонија. Једно је од 26 општинских средишта округа Графшафт Бентхајм. Према процјени из 2010. у граду је живјело 53.401 становника. Посједује регионалну шифру (AGS) 3456015.

## Географски и демографски подаци
Нордхорн се налази у савезној држави Доња Саксонија у округу Графшафт Бентхајм. Град се налази на надморској висини од 23 метра. Површина општине износи 149,7 km². У самом граду је, према процјени из 2010. године, живјело 53.401 становника. Просјечна густина становништва износи 357 становника/km².

## Међународна сарадња
| Мјесто     | Држава    | Врста сарадње | Од    |
| ---------- | --------- | ------------- | ----- |
| Монтивијер | Француска | партнерство   | 1963. |
| Малборк    | Пољска    | партнерство   | 1995. |
| Денекамп   | Холандија | контакт       | 2000. |
| Куверден   | Холандија | партнерство   | 1963. |
| Извор      |           |               |       |